# Campionati tedeschi di sci alpino 2007
I Campionati tedeschi di sci alpino 2007 si sono svolti a Lohberg e a Sankt Moritz (in Svizzera) dal 23 al 31 marzo. Il programma ha incluso gare di discesa libera, supergigante, slalom gigante, slalom speciale e supercombinata, tutte sia maschili sia femminili.
Trattandosi di competizioni valide anche ai fini del punteggio FIS, vi hanno partecipato anche sciatori di altre federazioni, senza che questo consentisse loro di concorrere al titolo nazionale tedesco.

## Risultati

### Uomini

#### Discesa libera
| Pos. | Atleta          | Nazione  | Tempo   |
| ---- | --------------- | -------- | ------- |
| 1    | Hannes Wagner   | Germania | 1:34,10 |
| 2    | Stephan Keppler | Germania | 1:34,11 |
| 2    | Johannes Stehle | Germania | 1:34,11 |
| 4    | Massimo Penasa  | Italia   | 1:34,66 |
| 5    | Jonas Russi     | Svizzera | 1:34,66 |
| 6    | Mathias Wölfl   | Germania | 1:34,91 |
| 7    | Andreas Strodl  | Germania | 1:34,99 |
| 8    | Daniel Fischer  | Germania | 1:35,24 |
| 9    | Alex Fiva       | Svizzera | 1:35,27 |
| 10   | Roman Rätze     | Germania | 1:35,36 |

Data: 30 marzo

Località: Sankt Moritz

#### Supergigante
| Pos. | Atleta          | Nazione  | Tempo   |
| ---- | --------------- | -------- | ------- |
| 1    | Stephan Keppler | Germania | 1:21,26 |
| 2    | Massimo Penasa  | Italia   | 1:21,29 |
| 3    | Johannes Stehle | Germania | 1:21,46 |
| 4    | Mathias Wölfl   | Germania | 1:21,48 |
| 5    | Hannes Wagner   | Germania | 1:21,53 |
| 6    | Daniel Fischer  | Germania | 1:21,59 |
| 7    | Dominik Stehle  | Germania | 1:21,87 |
| 8    | Andreas Sander  | Germania | 1:22,05 |
| 9    | Andreas Strodl  | Germania | 1:22,21 |
| 10   | Timo Brüderl    | Germania | 1:22,24 |
| 10   | Roman Rätze     | Germania | 1:22,24 |

Data: 31 marzo

Località: Sankt Moritz

#### Slalom gigante
| Pos. | Atleta                | Nazione   | Tempo   |
| ---- | --------------------- | --------- | ------- |
| 1    | Martin Vráblík        | Rep. Ceca | 1:52,74 |
| 2    | Björgvin Björgvinsson | Islanda   | 1:53,35 |
| 3    | Kryštof Krýzl         | Rep. Ceca | 1:53,45 |
| 4    | Daniel Fischer        | Germania  | 1:53,46 |
| 5    | Filip Trejbal         | Rep. Ceca | 1:53,64 |
| 6    | Christian Wanninger   | Germania  | 1:53,76 |
| 7    | Mathias Wölfl         | Germania  | 1:54,46 |
| 8    | Stefan Georgiev       | Bulgaria  | 1:54,52 |
| 9    | Jendrek Stanek        | Germania  | 1:54,82 |
| 10   | Andreas Strodl        | Germania  | 1:55,43 |

Data: 25 marzo

Località: Lohberg

#### Slalom speciale
| Pos. | Atleta              | Nazione   | Tempo   |
| ---- | ------------------- | --------- | ------- |
| 1    | Filip Trejbal       | Rep. Ceca | 1:37,30 |
| 2    | Dominik Stehle      | Germania  | 1:37,79 |
| 3    | Kryštof Krýzl       | Rep. Ceca | 1:38,31 |
| 4    | Martin Vráblík      | Rep. Ceca | 1:38,56 |
| 5    | Daniel Fischer      | Germania  | 1:38,97 |
| 6    | Stefan Kogler       | Germania  | 1:39,36 |
| 7    | Stefan Georgiev     | Bulgaria  | 1:39,62 |
| 8    | Christian Wanninger | Germania  | 1:40,27 |
| 9    | Natko Zrnčić-Dim    | Croazia   | 1:40,60 |
| 10   | Anže Mravlja        | Slovenia  | 1:41,22 |

Data: 24 marzo

Località: Lohberg

#### Supercombinata
| Pos. | Atleta              | Nazione  | Tempo   |
| ---- | ------------------- | -------- | ------- |
| 1    | Daniel Fischer      | Germania | 1:54,66 |
| 2    | Dominik Stehle      | Germania | 1:54,84 |
| 3    | Hannes Wagner       | Germania | 1:55,41 |
| 4    | Stephan Keppler     | Germania | 1:55,76 |
| 5    | Stefan Kogler       | Germania | 1:55,85 |
| 6    | Massimo Penasa      | Italia   | 1:55,98 |
| 7    | Christian Wanninger | Germania | 1:56,12 |
| 8    | Fabian Bonleitner   | Germania | 1:56,70 |
| 9    | Andreas Sander      | Germania | 1:57,06 |
| 10   | Julian Giacomelli   | Italia   | 1:57,27 |

Data: 31 marzo

Località: Sankt Moritz

### Donne

#### Discesa libera
| Pos. | Atleta             | Nazione  | Tempo   |
| ---- | ------------------ | -------- | ------- |
| 1    | Maria Riesch       | Germania | 1:38,50 |
| 2    | Pascale Berthod    | Svizzera | 1:39,82 |
| 3    | Susanne Riesch     | Germania | 1:40,58 |
| 4    | Fanny Chmelar      | Germania | 1:40,69 |
| 5    | Monika Springl     | Germania | 1:41,17 |
| 6    | Katharina Dürr     | Germania | 1:41,37 |
| 7    | Monica Hübner      | Germania | 1:41,97 |
| 8    | Michaela Schwaiger | Germania | 1:42,25 |
| 9    | Nicola Schmid      | Germania | 1:42,30 |
| 10   | Carolin Fernsebner | Germania | 1:42,46 |
| 10   | Lisa-Marie Walz    | Germania | 1:42,46 |

Data: 30 marzo

Località: Sankt Moritz

#### Supergigante
| Pos. | Atleta              | Nazione  | Tempo   |
| ---- | ------------------- | -------- | ------- |
| 1    | Monika Springl      | Germania | 1:22,79 |
| 2    | Nadja Kamer         | Svizzera | 1:22,87 |
| 3    | Viktoria Rebensburg | Germania | 1:23,00 |
| 4    | Lara Gut            | Svizzera | 1:23,10 |
| 5    | Gina Stechert       | Germania | 1:23,65 |
| 6    | Andrea Dettling     | Svizzera | 1:23,87 |
| 7    | Theresia Jocher     | Germania | 1:24,21 |
| 8    | Lisa-Marie Walz     | Germania | 1:24,45 |
| 9    | Pascale Berthod     | Svizzera | 1:24,60 |
| 10   | Isabelle Stiepel    | Germania | 1:24,76 |

Data: 31 marzo

Località: Sankt Moritz

#### Slalom gigante
| Pos. | Atleta             | Nazione  | Tempo   |
| ---- | ------------------ | -------- | ------- |
| 1    | Carolin Fernsebner | Germania | 2:02,48 |
| 2    | Monika Springl     | Germania | 2:02,92 |
| 3    | Mami Sekizuka      | Giappone | 2:03,18 |
| 4    | Maria Riesch       | Germania | 2:03,42 |
| 5    | Nina Perner        | Germania | 2:03,90 |
| 6    | Fanny Chmelar      | Germania | 2:04,05 |
| 7    | Heidi Zacher       | Germania | 2:04,54 |
| 8    | Theresia Jocher    | Germania | 2:04,65 |
| 9    | Sofija Novoselić   | Croazia  | 2:04,78 |
| 10   | Anna Rottmayr      | Germania | 2:04,80 |

Data: 23 marzo

Località: Lohberg

#### Slalom speciale
| Pos. | Atleta            | Nazione  | Tempo   |
| ---- | ----------------- | -------- | ------- |
| 1    | Monika Bergmann   | Germania | 1:47,87 |
| 2    | Nina Perner       | Germania | 1:48,78 |
| 3    | Fanny Chmelar     | Germania | 1:48,97 |
| 4    | Barbara Wirth     | Germania | 1:49,79 |
| 5    | Theresia Jocher   | Germania | 1:49,80 |
| 6    | Sofija Novoselić  | Croazia  | 1:50,81 |
| 7    | Christina Ammerer | Germania | 1:51,77 |
| 8    | Hiromi Yumoto     | Giappone | 1:51,92 |
| 9    | Monika Springl    | Germania | 1:52,34 |
| 10   | Heidi Zacher      | Germania | 1:52,66 |

Data: 24 marzo

Località: Lohberg

#### Supercombinata
| Pos. | Atleta              | Nazione  | Tempo   |
| ---- | ------------------- | -------- | ------- |
| 1    | Gina Stechert       | Germania | 1:58,76 |
| 2    | Viktoria Rebensburg | Germania | 1:59,15 |
| 3    | Monika Springl      | Germania | 1:59,26 |
| 4    | Fanny Chmelar       | Germania | 2:00,17 |
| 5    | Theresia Jocher     | Germania | 2:00,22 |
| 6    | Nadja Kamer         | Svizzera | 2:00,61 |
| 7    | Nina Perner         | Germania | 2:01,32 |
| 8    | Pascale Berthod     | Svizzera | 2:01,37 |
| 9    | Barbara Wirth       | Germania | 2:01,91 |
| 10   | Isabelle Stiepel    | Germania | 2:02,03 |

Data: 31 marzo

Località: Sankt Moritz